# Mauritánie na Letních olympijských hrách 2008
Mauritánii reprezentovali na Letních olympijských hrách 2008 dva sportovci v lehké atletice. Souleymane Ould Chebal se zúčastnil běhu na 800 metrů a běžkyně Bounkou Camara běhu na 100 metrů. Oba nepostoupili z rozběhů. Celkově to byla sedmá účast Mauritánie na letních olympijských hrách.